# رصد أحيائي
في الكيمياء التحليلية، الرصد الأحيائي أو الرصد البيولوجي (بالإنجليزية: Biomonitoring)‏، هو قياس عبء الجسم من المركبات الكيميائية والعناصر السامة، أو الأيضات الخاصة بهم، في المواد البيولوجية. حيث تتم هذه القياسات في أغلب الأحيان في الدم والبول.